# Фридендал
Фридендал (Вредендал, англ. Vredendal) — город на юго-западе Южно-Африканской Республики, на территории Западно-Капской провинции. Входит в состав района Уэст-Кост. Административный центр местного муниципалитета Мацикама.

## История
Город был основан в 1933 году. В 1963 году Фридендалу был присвоен статус муниципалитета. Название города переводится с африкаанс как «Долина мира».

## Географическое положение
Город расположен в северо-западной части провинции, на левом берегу реки Улифантс, на расстоянии приблизительно 245 километров (по прямой) к северу от Кейптауна, административного центра провинции. Абсолютная высота — 60 метров над уровнем моря.

## Климат
Климат города субтропический средиземноморский. Среднегодовое количество осадков — 105 мм. Наибольшее количество осадков выпадает в период с апреля по октябрь. Средний максимум температуры воздуха варьируется от 19,2 °C (в июле), до 31,5 °C (в феврале). Самым холодным месяцем в году является июль. Средняя минимальная ночная температура для этого месяца составляет 6,3 °C.

## Население
По данным официальной переписи 2001 года, население составляло 16 164 человек, из которых мужчины составляли 48,35 %, женщины — соответственно 51,65 %. В расовом отношении цветные составляли 70,32 % от населения города, белые — 21 %, негры — 8,53 %; азиаты (в том числе индийцы)— 0,15 %. Наиболее распространёнными среди горожан языками были: африкаанс (92,22 %), коса (5,27 %) и английский (1,19 %).

Согласно данным, полученным в ходе проведения официальной переписи 2011 года, в Фридендале проживало 18 170 человек, из которых мужчины составляли 49, 03 %, женщины — соответственно 50,97 %. В расовом отношении цветные составляли 67,76 % от населения города, белые — 15,74 %; негры — 12,6 %; азиаты (в том числе индийцы) — 0,67 %, представители других рас — 3,57 %. Наиболее распространёнными среди жителей города языками являлись: африкаанс (86,58 %), коса (7,5 %) и английский (2,32 %).

## Транспорт
Через город проходит национальная автотрасса N7, а также региональные шоссе R362 и R363. Имеется железнодорожная станция. К северо-востоку от Фридендала расположен небольшой одноимённый аэропорт.